# Gobliins 2: The Prince Buffoon
Gobliins 2: The Prince Buffoon (Le Prince Bouffon) est un jeu d'aventure créé par Muriel Tramis et Pierre Gilhodes, au sein de Coktel Vision, sorti le 15 octobre 1992. Il fonctionne sur Amiga, Atari ST et DOS. Le jeu a été réédité en 2011 sur iPhone par Bulkypix.

## Synopsis
Le fils du roi Angoulafre a disparu,. Le mage de la cour, Modemus, décide d'envoyer deux lutins à la rescousse du prince. Il les fait téléporter par magie dans un pays très lointain, afin qu'un de ses collègues, le magicien Tazaar, puisse les aider. Ils apprennent alors que le responsable est un démon surgi du néant, le terrible Ammoniak…

## Système de jeu
Le jeu permet de contrôler deux personnages à l'écran (ce qui fait les deux "i" de Gobliins),,. Ils se jouent de la même manière, mais ont chacun leur personnalité qui influe sur leurs actions:
- Fingus, celui qui a le plus l'apparence humaine, aux oreilles pointues. Il est poli, intelligent et prudent[4],[5].
- Winkle, qui est une espèce d'homme-ptérodactyle violet. Il est insolent, farceur et téméraire[4],[5].
- Plus tard dans le jeu, on peut aussi contrôler le prince, mais il ne ramasse pas d'objets et n'agit que très rarement.

Contrairement au premier volet, les personnages ne peuvent pas mourir, peuvent porter un nombre illimité d'objets dans leur inventaire et peuvent à presque chaque stade se déplacer dans plus d'un écran.
Trois "jokers" sont à la disposition du joueur. S'il est bloqué, il peut utiliser un joker qui est un texte donnant des indices sur quoi faire pour avancer,. Certains écrans/lieux n'ont pas droit à des jokers.